# 玉堂春
《玉堂春》是中国各种戏剧中常见的一齣剧目，其中尤以京剧著名。玉堂春即为故事女主角苏三的花名，其中女起解是剧中最为著名的唱段。

## 历史

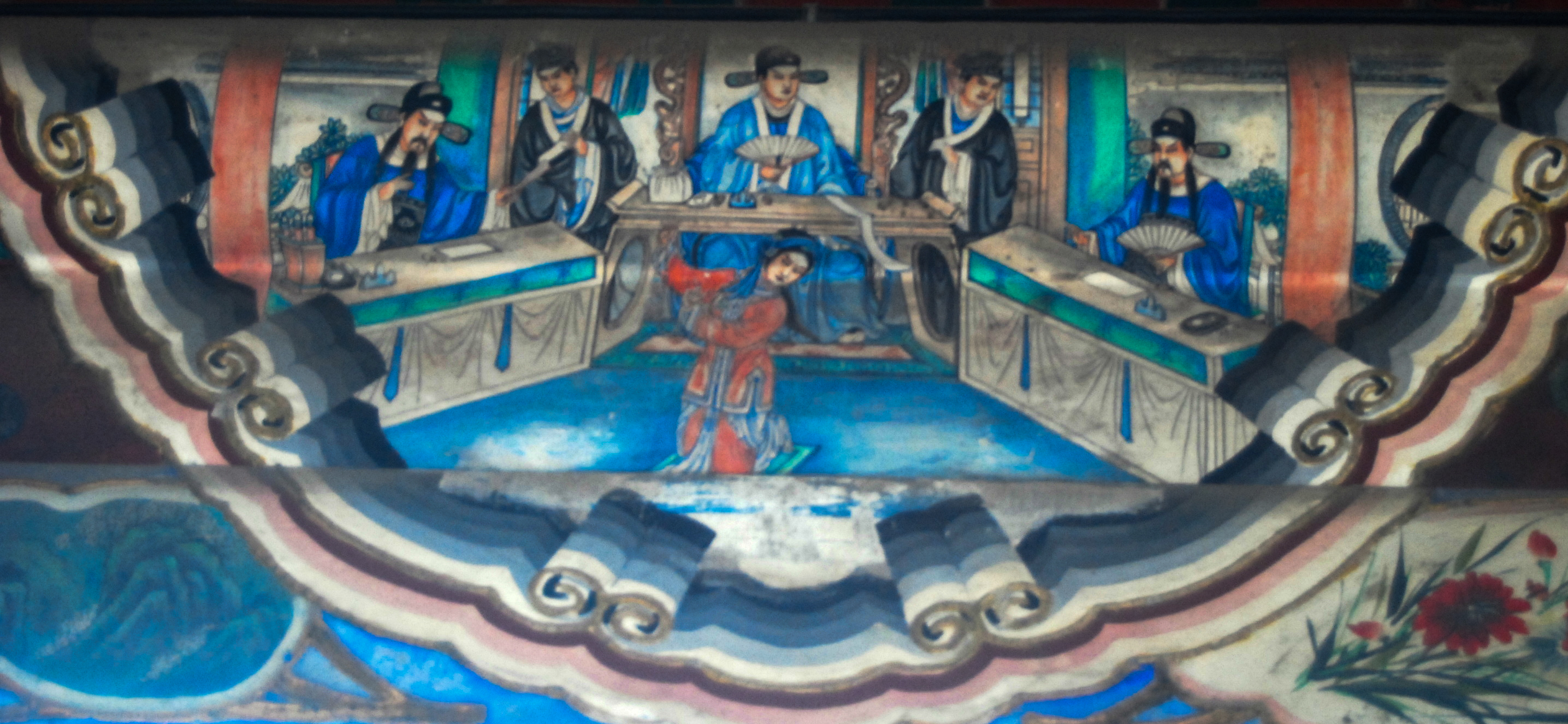
颐和园长廊彩绘：玉堂春三堂会审

《玉堂春》的故事初见于明朝冯梦龙警世通言第24卷《玉堂春落难逢夫》，但据原本脚注，在此之前应该尚有一个名为《王公子奋志记》的类似故事。
明后期已经搬上舞台，在祁彪佳撰《远山堂曲品》中记载有据此改编而成的《完贞记》、《玉镯记》传奇。清朝时笠阁渔翁的《笠阁批评旧戏目》中记载有昆曲《玉堂春传奇》。后不知何人将其改编成为花部乱弹作品，四大徽班进京后，《玉堂春》也随之成为京剧中的经典剧目。现存最早的《玉堂春》演出记录是嘉庆七年（1802年）时三庆班鲁龙官的演出。
《玉堂春》京剧原多演《庙会》（又名《关王庙》）、《起解》（又名《女起解》、《苏三起解》）、《会审》（又名《三堂会审》）等折。后荀慧生将其增益头尾，打造出全本《玉堂春》，共有《嫖院》、《定情》、《庙会》、《起解》、《会审》、《探监》、《团圆》等折，共17场。1926年2月6日，全本《玉堂春》首演于上海大新舞台。
有說法是認為男主角原型是王三善。

## 馮夢龍《玉堂春落難逢夫》
在話本、小說和京劇聞名的蘇三，因而在中國歷史上成為家喻戶曉的人物。而蘇三蒙難，逢夫遇救的故事，也確實發生在山西省洪洞縣（方言稱「洞」為「桐」）。直到民國九年（1920年），洪洞縣司法科還保存著蘇三的案卷。
明代小說家馮夢龍將此實事改寫成為《玉堂春落難逢夫》，收入《警世通言》，流傳後世；蘇三，原名周玉潔，明代山西省大同府周家莊人。五歲時父母雙亡，后被拐賣到燕京的「蘇淮妓院」，遂改為蘇姓，其時妓院已有兩妓女，她排行第三，遂稱蘇三，“玉堂春”是她的花名， 蘇三豔麗非凡，天生麗質，聰慧好學，琴棋書畫樣樣精通。
尚書王瓊得罪宦官劉瑾，被貶往陪都南京，命其三子王景隆居燕京收債，收畢返家。景隆字順卿，又稱三公子，年方十六歲，三個月就收齊了白銀三萬兩，得意之餘，前往妓院尋歡作樂，相遇美貌且尚為處子之身的蘇三，一見鍾情，以重金佔有了蘇三，並立下山盟海誓。但不到一年，身懷三萬兩白銀鉅款的王景隆床頭金盡，被老鴇設計，趕了出門。蘇三要王景隆發奮上進，誓言已歸屬景隆，不嫁他人。王景隆回到金陵，發奮讀書，二次進京師應試，考中第二甲第八名進士，選任真定府理刑判官。但是景隆被父命所迫，娶了劉都堂之女為正室。
老鴇偷偷以白銀一千二百兩為身價，把蘇三賣給山西洪洞縣馬販沈洪為妾，沈洪就帶蘇三回洪洞，但蘇三守身如玉，不願與沈洪同房。沈洪長期經商在外，其妻皮氏與同鄉的監生趙昂私通，與趙昂合謀毒死沈洪，誣陷蘇三，並以一千兩白銀賄賂知縣與全縣衙的官吏、幕賓、差役。
知縣貪贓枉法，假稱得到沈洪託夢訴冤，並且對蘇三嚴刑逼供，蘇三忍刑不過，只得屈忍畫押認罪，被判死刑，囚禁於死牢之中，衙役劉志仁知道實情，於是私下保護蘇三。適值王景隆任滿，改任山西省八府巡按，得知蘇三已犯死罪，便微服出巡密訪洪洞縣，探知蘇三冤情，即令火速押解蘇三案全部人員到太原。
王景隆本欲親審，為避嫌疑，遂委託劉推官代為審理。劉推官機警有才，監禁皮氏、趙昂等人，卻暗中派人監聽他們的對談，發現真實，於是公正判決，蘇三奇冤得雪，罪犯正法，貪官知縣被撤職查辦，蘇三有幸，傳奇般地同王景隆團聚，與景隆之妻以姊妹相稱，非常和樂。

## 改編版京劇剧情
京劇和許多地方戲曲編「蘇三落難故事」為蘇三起解、玉堂春、女起解（「起解」意如「提审」）等。中國四大名旦都扮演過蘇三，梅、程、荀、尚四人各有特色。後來名京劇演員張君秋、黃桂秋、徐碧雲等都扮演過蘇三。

### 嫖院
苏三原是良家女子，江南苏州人，年僅七岁，就遭舅父卖入燕京一秤金妓院，改名「蘇三」，长大后殊為美豔，多才多藝，成为一時名妓。原南京礼部（或作吏部）尚书的公子王景隆（或誤作王金龙）上京赶考时与其结识。

### 定情
王景隆深愛蘇三，遂挥金如土，与苏三定情，为其取艺名“玉堂春”。后來，王为蘇三耗尽积蓄，被老鸨打出，流落街头。

### 庙会
蘇三念着旧情，在城隍庙（或作关王庙）暗中与王公子见面，并资助其银两，作为回家的盘缠，并立誓为王守节。

### 起解
蘇三被老鸨设计卖与山西洪桐縣商人沈洪（或作沈宏、表字燕林/延林），其妻皮氏嫉妒蘇三，在麵中下毒，不料误杀丈夫，便诬陷玉堂春杀夫。玉堂春于是被押解上太原接受审判，途中幸得差役崇公道看顾，拜崇公道为义父。

### 会审
王公子立志苦讀，中进士。后被任命为山西巡按，恰逢玉堂春一案，遂与藩司刘秉义、臬司潘必正三堂会审此案。审案过程中，王无法控制情绪，被藩司和臬司看出与玉堂春的关系。

### 探监
王微服探监，被藩司撞见，在其帮助下了解了实情，判玉堂春无罪开释。

### 团圆
在藩司、臬司等人的帮助下，王娶蘇三，两人团圆。

## 剧种和流派
除京剧外，秦腔、豫剧、湘剧、邕剧、评剧、越剧、河北梆子和晋剧中均有玉堂春一剧，汉剧称《大审玉堂春》，粤剧、徽剧等称《三司会审》，川剧称《审苏三》。京剧中所称的《玉堂春》指全剧或往往特指《三堂会审》一折。
梅兰芳《女起解》一剧由其伯父梅雨田所授，并为其创编“十个可恨”新腔。加之王瑶卿将监中原来所唱四句西皮原板增改为大段反二黄，使内容更加完善。从梅兰芳开始，《女起解》成为一折独立演出的剧目。梅兰芳《三堂会审》一剧唱腔依据王瑶卿的路子，并吸收清末票友林季鸿所编新腔。梅兰芳一直认为：《玉堂春》学会以后，大凡西皮中的【散板】、【慢板】、【原板】、【二六】、【快板】几种唱法都有个底子了。

## 唱詞
女起解中，以流水板「蘇三離了洪桐縣」一段最為人熟悉，唱詞如下：
|  | 【流水】 蘇三離了洪桐縣 將身來在大街前 未曾開言我心內慘 過往的君子聽我言 哪一位去往南京轉 與我那三郎把信傳 言說蘇三把命斷 來生變犬馬我當報還 |

### 引用
1. ↑  http://www.bookcool.com/pdf/29/ts029002.pdf [永久]
2. ↑  . wagang.econ.hc.keio.ac.jp.   [2020-01-29]. （原始内容存档于2019-09-04）.
3. ↑  . ds.eywedu.com.   [2020-01-29]. （原始内容存档于2019-06-12）.
4. ↑  《玉堂春》演的是真人实事 的存檔，存档日期2015-06-21.
5. ↑  .   [2016-05-18]. （原始内容存档于2011-12-28）.
6. ↑  卢文勤,吴迎.梅兰芳唱腔集.上海:上海文艺出版社,1983.

### 网页
- 京剧里的故事 中国国际广播电台
- 玉堂春介绍[永久] 人民日报海外版